# U Thant-sziget
A Belmont-sziget, 1976 óta használt nem hivatalos, de ismertebb nevén U Thant-sziget egy apró, 30×61 méteres mesterséges sziget a New York-i East River tengerszorosban, a Roosevelt-szigettől délre, a 42. utcánál lévő ENSZ-székházzal szemben. New York állam tulajdona; közigazgatásilag Manhattan kerülethez tartozik. Az itt élő költöző madarak (füles kárókatonák és mások) miatt természetvédelmi terület, látogatni tilos. A szigeten egyszerű, betontalapzaton álló, fémvázas szerkezetű, 13,1 m magas világítótorony működik.

## Kialakítása
Az 1890-es években William Steinway, a Steinway & Sons zongorakészítő vállalat vezetője föld alatti vasúttal akarta összekötni Manhattant és a vállalatának tulajdonában lévő queensi Steinway kerületet. Az ő 1896-os halála után pár évvel az alagút August Belmont, Jr. befektetésének köszönhetően készült el. A szigetet ekkor hozták létre úgy, hogy egy gránit zátonyra hordták a kifúrt aknából származó törmeléket.
A Steinway-alagutat végül csak évekkel befejezése után, 1915-től kezdték használni. Napjainkban a New York-i metró 7-es vonalának szerelvényei futnak benne.

## Története
A sziget évtizedekig elhagyatott volt, míg 1977-ben a közeli ENSZ-székház alkalmazottainak egy csoportja, Srí Csinmoj indiai guru követői kibérelték New York államtól, növényeket ültettek rá, és U Thant ENSZ-főtitkárról, Csinmoj barátjáról nevezték el (1999-ben egy emléktáblát is állítottak a tiszteletére). A csoport alkalmanként találkozókat, csoportos meditációkat szervezett a szigeten.
A Republikánus Párt 2004-es elnökjelöltválasztó-gyűlése alatt Duke Riley filmes egy barátja és egy üveg rum társaságában az éj leple alatt elfoglalta a szigetet, és tornyában egy elektromos angolna párt ábrázoló zászlót felvonva független államnak nyilvánította. Másnap, a sziget elhagyása közben a parti őrség elfogta, de nem tartóztatta le őket. A foglalásról készített filmfelvételeket Duke a Belmont Island SMEACC címen tette közzé.